# Wood Lane (metropolitana di Londra, linea Metropolitan)
Wood Lane è stata una stazione fantasma della Linea Metropolitan della metropolitana di Londra, situata sull'odierno tracciato della Linea Hammersmith & City fra le stazioni di Latimer Road e Shepherd's Bush Market.

## Storia

### L'Esposizione Franco-Britannica e i Giochi Olimpici
La stazione di Wood Lane fu aperta il 1º maggio 1908 sul ramo di Hammersmith della Metropolitan Railway (oggi servito dalla linea Hammersmith & City) in occasione della Franco-British Exhibition, (un'Esposizione Franco-Britannica pensata per rafforzare l'Entente cordiale siglata quattro anni prima tra Francia e Inghilterra) e dell'Olimpiade di Londra 1908. Entrambi questi eventi si svolsero nella zona oggi nota come White City. La stazione era costruita sul viadotto adiacente al ponte ferroviario che scavalca Wood Lane.
Il nome originario della stazione era Wood Lane (Exhibition). Un'altra stazione denominata semplicemente Wood Lane fu aperta nella stessa zona il 14 maggio 1908 sulla Central London Railway (CLR), oggi la Linea Central. Entrambe le stazioni dovevano essere temporanee e nei progetti avrebbero dovuto chiudere al termine dei giochi olimpici e dell'esposizione.
Wood Lane (Exhibition) chiuse il 31 ottobre 1914, poco dopo lo scoppio della prima guerra mondiale. L'altra stazione di Wood Lane divenne invece il terminale occidentale della CLR.

Diagramma delle stazioni nell'area di Shepherd's Bush, con l'ubicazione della stazione di Wood Lane (White City)

### Riapertura
La stazione fu riaperta il 5 maggio 1920 con il nome Wood Lane (White City), ma era aperta solo in occasione di mostre e altri eventi, servita dalla Linea Metropolitan.
Durante la seconda guerra mondiale, nel 1940, la stazione e il viadotto furono gravemente danneggiati durante un bombardamento e in seguito ricostruiti.

### Cambio di nome e chiusura definitiva
La stazione di Wood Lane della Central line chiuse il 23 novembre 1947 e fu rimpiazzata da una nuova stazione denominata White City situata a breve distanza verso nord. La stazione di Wood Lane della linea Metropolitan cambiò a sua volta nome in White City, nome che mantenne fino alla chiusura.
A seguito di un incendio nel quale una delle piattaforme in legno andò distrutta, la stazione fu chiusa definitivamente il 24 ottobre 1959. Su entrambi i lati della ferrovia si trova ora il centro di produzione radiotelevisiva della BBC. La parte sopraelevata della stazione a livello del viadotto fu completamente demolita. Rimane a livello del suolo parte della vecchia biglietteria, costruita in uno degli archi del viadotto, e una tettoia sotto la quale è stata ora costruita una nuova struttura in mattoni. L'ingresso da Wood Lane era situato su una via che ora si trova sotto il parcheggio multipiano della BBC.
In seguito alla riqualificazione urbana nell'area di White City e dell'apertura del centro commerciale Westfield, una nuova stazione chiamata Wood Lane è stata costruita sulla linea Hammersmith & City. Aperta il 12 ottobre 2008, si trova dal lato opposto di Wood Lane rispetto alla vecchia stazione e all'incirca 200 metri a nord-est.